# Torca del Carlista
Torca del Carlista – jaskinia krasowa w północnej Hiszpanii, w Górach Kantabryjskich.
Jaskinia charakteryzuje się największą salą jaskiniową w Europie o powierzchni 76,6 tys. km² i objętości 4 mln³.